# 松平正卜
松平 正卜（まつだいら まさうら）は、江戸時代中期から後期の旗本（寄合）。正朝系大河内松平家6代。石高は3500石。

## 生涯
安永7年（1778年）2月27日に旗本・松平正明の四男として生まれる。寛政2年（1790年）3月4日に同族松平正愛の末期養子となり、6月3日に家督を相続する。寛政6年（1794年）3月15日、初めて将軍徳川家斉の世子徳川家慶に拝謁する。寛政7年（1795年）6月24日に小納戸、7月6日に小姓となる。寛政9年（1797年）2月8日、将軍家斉が描いた枝柿の画を拝領する。同年6月8日に中奥小姓、文化4年（1807年）12月15日に新番頭、文化7年（1810年）9月28日に小普請組支配、文政3年（1820年）2月26日に堺奉行となる。文政6年（1823年）2月に職を辞し、4月22日に死去。享年46。